# پخش زنده با بیل مار
پخش زنده با بیل مار (به انگلیسی: Real Time with Bill Maher) برنامه‌ایی گفتگو-محور است که از سوی شبکه اچ‌بی‌او به میزبانی کمدین و طنزپرداز سیاسی، بیل مار پخش می‌شود. این برنامه شبیه به برنامه قبلی بیل مار از نظر سیاسی نادرست است که از شبکه ابی‌بی‌سی پخش می‌شد، که خود دنباله‌ای بر برنامه پخش زنده از شبکه کمدی سنترال بود. در تمام این برنامه‌ها مهمانانی مدعو درباره موضوعات سیاسی روز به تبادل نظر می‌پردازند. برخلاف برنامه قبلی، مدعوین در زمینه مورد بحث دارای تخصص هستد، روزنامه‌نگاران، سیاست‌مداران، مجری‌های برنامه‌های تلویزیونی و صاحب‌نظران سیاسی پانل تخصصی برنامه را تشکیل می‌دهند. گاهی نیز از بازیگران و برنامه‌سازان نیز دعوت می‌شود. به خاطر بعد مسافت، گاهی میهمانان به صورت ارتباط ماهواره‌ای در برنامه حضور دارند. اگرچه برنامه از نظر سیاسی نادرست به صورت از پیش‌ضبط شده بود و چهار روز در هفته نیز پخش می‌شد، پخش زنده تنها یک روز در هفته و به صورت زنده پخش می‌گردد.
این برنامه به صورت یک-ساعت و در حضور تماشاگران زنده برگزار می‌شود. روز پخش جمعه‌ها در ساعت ۱۰:۰۰ به وقتی شرق آمریکاست. این برنامه از استودیو ۳۳ در شهر تلویزیونی سی‌بی‌اس (استودیو باب بارکر) در شهر لس‌آنجلس پخش می‌شود. این برنامه تا پیش از سال ۲۰۰۹ به صورت مجموعه‌های ۱۲تایی برنامه زنده بود. اما از ۲۰۰۹ به بعد به صورت یک برنامه که در تمام یک فصلِ پخش، نمایش داده شد. به دلیل پخش زنده بودن، این برنامه تکراری ندارد، اما در زمان‌هایی که برنامه تعطیل است، اچ‌بی‌او، به بازپخش قسمت‌هایی از آن اقدام می‌کند.
در حال حاضر این برنامه فصل دهم خود را سپری می‌کند و اچ‌بی‌او قرارداد این برنامه را تا سال ۲۰۱۵ تمدید کرده‌است.

## قالب برنامه
برنامه معمولاً به مقدمه‌ای طنز بر رویدادهای روز آغاز می‌شود. بیل مار در این بخش به صورت تک‌گویی و در تعامل اندکی با تماشاگران به اجرا می‌پردازد. سپس مار به گفتگو با یک شخصیت برجسته که به تازگی موضوع مهمی در حول وی صورت گرفته می‌نشیند. ،گاهی که امکان حضور فرد در برنامه وجود ندارد از طریق ارتباطات ماهواره‌ای این گفتگو انجام می‌شود. سپس بر سر میز گفتگو با ۳ کارشناس می‌نشیند و بعد از معرفی آن‌ها موضوعی را برای بحث معرفی و آغاز می‌کند. گاهی نیز به جای ۳ نفر از ۲ نفر بهره برده است. در میانهٔ این گفتگو نیز یک نفر دیگر نیز اضافه می‌شود. ترتیب چیدمان افراد به این صورت این که ۳ نفر مدعو در میز مثلث شکل، در مقابل بیل کار می‌نشینند و میهمانی که در میانه برنامه اضافه می‌شود در ضلع مجاور بیل مار می‌نشیند. البته در برنامه‌هایی اندک نیز ۲ نفر مدعو در میانه اضافه می‌شوند که البته امر بسار نادر است. یکی از بخش‌های مورد علاقه بیل مار بخش پایانی است، این بخش با نام «قانون جدید» ارائه می‌شود. در این بخش بیل دیدگاه‌های طنزی را بر رفتارهای موجود در جامعه و نیز رویدادهای مورد توجه بیان می‌کند. این بخش نیز به صورت تک‌گویی بیل مار انجام می‌شود.
از زمان نمایش این برنامه از اچ‌بی‌او، هیچ شرکت‌کننده‌ایی دچار محدودیت پخش نشده و هیچ گونه ویرایشی بر گفتار شرکت‌کنندگان و خصوصاً خود بیل مار انجام نمی‌شود، این خلاف رویه‌ای است که بر برنامه قبلی بیل مار و گروهش، از نظر سیاسی نادرست، حاکم بود. البته یکبار در حین اجرای برنامه، تعدادی از افراد معتقد به سناریو بودن حملات یازده سپتامبر در برنامه با فریادهایی ابراز وجود کردند. بیل مار پس از دقایقی عصبانی شد و خواستار اخراج این افراد از بخش تماشاگران شد و به حراست استودیو گفت:«با آن‌ها مثل جنتلمن‌ها برخورد نکن! با لگد اون‌ها رو بیندازید بیرون».
در اولین فصل برنامه، پاول اف تامپکینز به عنوان خبرنگار کمکی نیز حاضر می‌شد که بعد از فقط ده قسمت از برنامه حذف شد. از فصل اول تماشاگران حاضر نیز توانایی پرسش را در برنامه داشتند، که این مسئله نیز بعدها حذف شد. اما به تازگی (از سال ۲۰۱۱ به بعد) بینندگان برنامه می‌توانند پرسش‌های خود را در قالب توییتر، فیس‌بوک بپرسند که گاهی در برنامه‌ایی که با نام «وقت اضافه»، که در ادامه برنامه جاری است، ولی در وب قابل دسترسی بود، از میهمانان پرسیده و جواب‌ها را دریافت می‌کنند.
از قسمت ۶۷، سال ۲۰۰۶، صدای برنامه به صورت رایگان از طریق فروشگاه آیتونز در دسترس بود. همچنین خبرهای آراس‌اس نیز قابل استفاده بود این پادکست‌های شامل بخش‌هایی اضافی از زمان اجرای آزمایشی برنامه نیز بود، مثل بخش‌هایی از «قانون جدید» که در پخش زنده قرار نگرفته بود. برای دو هفته این پادکست‌های به صورت ویدئویی نیز بودند اما به دلایل نامعلومی از ادامه این کار خودداری شد.
برنامه با نمایش آرم اچ‌بی‌او آغاز و با بیان «آغاز زمان» و در ادامه با گفتار «عصر بخیر: زمان...» از جوان دنیلز ادامه می‌یابد. آهنگ این کار را کریستوفر کید رید ساخته که بخش‌های «آغاز زمان» و «پخش زنده با بیل مار» را نیز خود در این آهنگ می‌گوید. مونتاژ تصویری نیز از رؤسای جمهور آمریکا، به ترتیب جورج واشینگتن، آیزن‌هاور، نیکسون، جان اف کندی و رابرت کندی، کارتر، ریگان‌ها، جورج بوش پدر، بیل کلینتون، جورج بوش پسر و اوباما نمایش به همراه این آهنگ و صدای خود بیل مار که نام برنامه را می‌برد، پخش می‌شود. از نکات جالب این کلیپ به روز شدن با اتفاقات مهم است، برای مثال در کلیپ پخش شده از سال ۲۰۱۲ به بعد تصویر میت رامنی و نیوت گنگریچ، به عنوان نامزدهای جمهوری‌خواهان در سال ۲۰۱۲، نیز این کلی اضافه شد. در زیر این تصویر نیز اسامی میهمانان برنامه و شغل آن‌ها ذکر می‌شود.

## ماجرای کریستین اودانل
در ۱۷ سپتامبر ۲۰۱۰، مار کلیپی از یکی از نامزدهای سناتور جمهوری‌خواهان به نام کریستین اودانل را پخش کرد. این کلیپ مربوط به ۲۹ اکتبر سال ۱۹۹۹، از برنامه از نظر سیاسی نادرست بود.. اودانل در این برنامه اظهار داشته بود که «درباره جادوگری مردد بوده‌است» این اظهار نظر، یکی از چندین اظهارنظر جنجالی‌اش در برنامه بیل مار بود، که باعث شد تا وی به صدر اخبار این انتخابات برسد. این کار باعث شد تا اودانل به یکی از خبرسازترین در تمام رسانه‌ها تبدیل شود و آگاهی تبلیغاتی وی با نام «من جادوگر نیستم» به شدت سر و صدا به پا کرد. به‌طوری‌که در برنامه شبانه نمایش روزانه و گزارش کلبرت و نیز کمدی‌های ساتردی نایت لایو به تمسخر گرفته شود. کریستین ویگ در تمام کمدی‌ها اس‌ان‌ال به جای وی نقش ایفا می‌کرد. این اتفاقات باعث شد تا وی انتخابات عمومی را به رقیب دموکرات خود ببازد.

## دیدگاه‌ها
لری کینگ از این برنامه به عنوان برترین نمایشِ تلویزیونی نام می‌برد. بیل مار از افرادی بود که زیاد بر برنامه زنده با لری کینگ دعوت می‌شد.

## کتاب‌ها
دو کتاب بر اساس برنامه تاکنون منتشر شده؛ «قوانین جدید: گزارش‌های مودبانه از ناظر ترسو»، توسط انتشارات رولدا در سال ۲۰۰۵ و «قوانین جدیدِ جدید: نگاهی طنز از سوی همه به جز من به دیگران» در سال ۲۰۱۱.